# ノエル＝アントワーヌ・プルーシェ

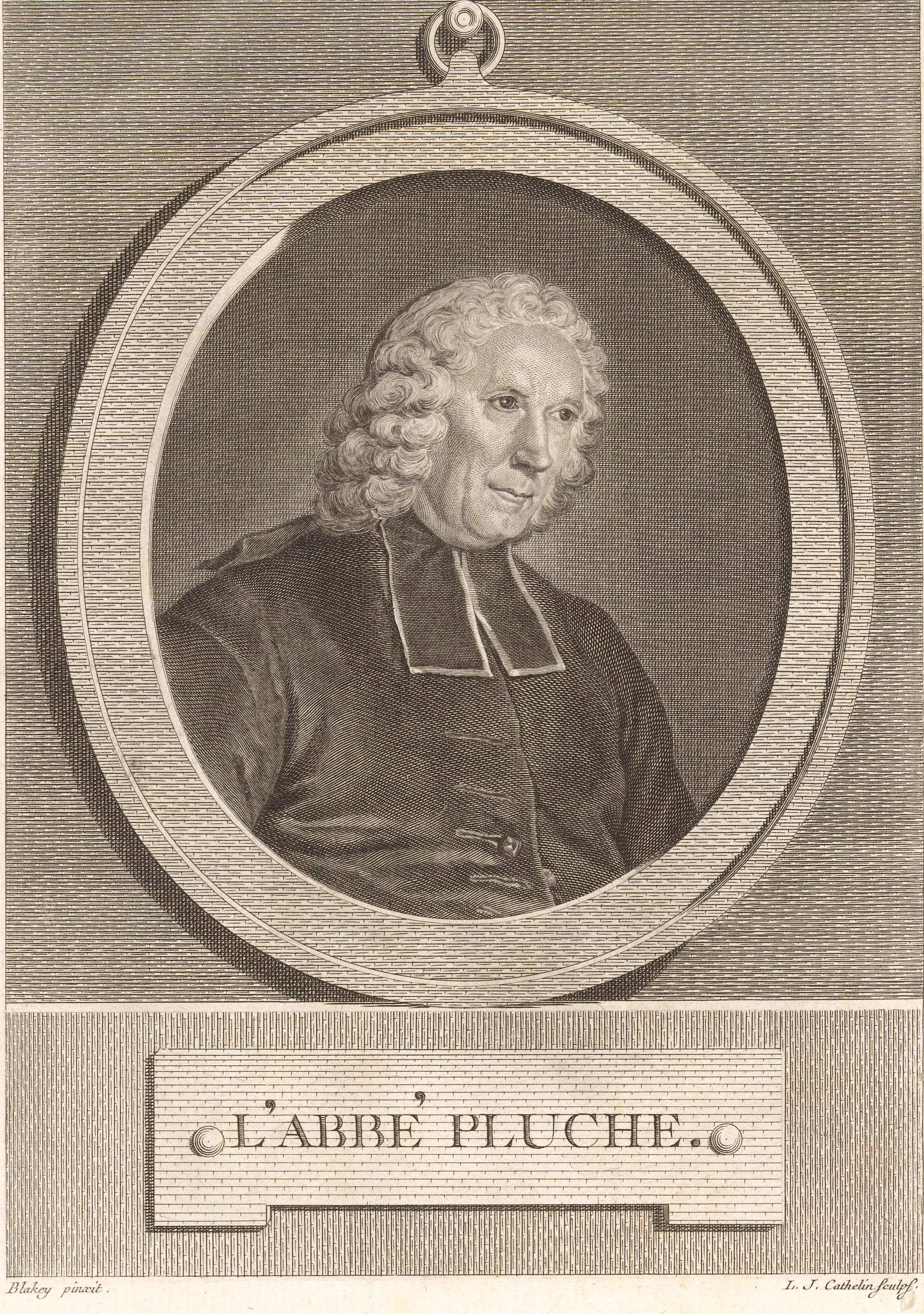

ノエル＝アントワーヌ・プルーシェ（フランス語: Noël-Antoine Pluche、1688年11月13日 – 1761年11月19日）は、フランスの神父、著述家である。1732年の博物学の著書『自然の光景』（Spectacle de la nature）は評判になり、多くの言語に翻訳された。
ランスのパン屋の息子に生まれた。1710年にランスの修辞学の教師となった。1713年のクレメンス11世の教皇勅書の布告によって宗教的立場を離れて、町の大学の学長の職についたが、その職を追われてルーアンに逃れた。有力者の息子の家庭教師を務め、自然科学を教え、この経験が『自然の光景』執筆の萌芽となった。
著書、『自然の光景』全5部8巻（Spectacle de la nature, ou Entretiens sur les particularités de l'histoire naturelle）は1732年から刊行され、評判となり、多くの国語に翻訳されるとともに、多くの自然科学愛好家をふやすことに貢献した。科学書としてより啓蒙書としての価値はあるが、神父としての宗教的信念からの目的論の立場での記述がされていると評価されている。この本にはマドレーヌ・フランソワーズ・バスポルトなどの植物画家が図版を提供した。
他の著書には以下のものがある。
- Histoire du ciel considéré selon les idées des poètes, des philosophes et de Moïse, où l'on fait voir : 1° l'origine du ciel poétique, 2° la méprise des philosophes sur la fabrique du ciel et de la terre, 3° la conformité de l'expérience avec la seule physique de Moïse (1739)
- De Linguarum artificio et doctrina (1751)
- Concorde de la géographie des différens âges (1764)
- Lettre sur la sainte ampoule et sur le sacre de nos Rois à Reims. (1775)